# Warner Aircraft Corporation
La Warner Aircraft Corporation, con sede a Detroit, era un'azienda meccanica statunitense produttrice di motori aeronautici.
Nel 1928 iniziò la produzione di una famiglia di motori radiali conosciuti come Scarab, sviluppati nel tempo e prodotti in 4 differenti modelli fino ai primi anni trenta.
L'azienda, precedentemente conosciuta come Aeronautical Industries Incorporated Scarab, cominciò la produzione dello Scarab nell'aprile 1927, ma già nell'ottobre dello stesso anno cambiò la ragione sociale assumendo la definitiva denominazione di Warner Aircraft Corporation. Con questo marchio nel 1930 introdusse una versione ridotta a 5 cilindri, lo Scarab Junior e successivamente, nel 1933 una versione maggiorata, il Super Scarab
L'azienda non realizzò altri modelli di motori aeronautici e cessò di esistere acquistata dalla Clinton Machine Company nel 1950.

## Motori
| Anno | Denominazione    | Modello | Denominazione militare | Potenza |
| ---- | ---------------- | ------- | ---------------------- | ------- |
| 1927 | Scarab           |         | R-420                  | 125 hp  |
| 1930 | Scarab Junior    |         |                        | 90 hp   |
| 1933 | Super Scarab 165 | SS-50   | R-500                  | 165 hp  |
| 1933 | Super Scarab 185 | SS-50A  | R-550                  | 185 hp  |

| Controllo di autorità | VIAF (EN) 233030409 · LCCN (EN) no2012044648 |